# 571

## Esdeveniments
- Comtat del Rosselló: El rei visigot Liuva I en funda el primer comtat.
- Caors (Aquitània): La ciutat és incendiada per ordre del rei merovingi Teodobert II d'Austràsia.
- Dvin (Armènia): Encapçalats per Vardanes III Mamiconi, tot el país es rebel·la contra l'autoritat persa. El governador Surenes i els seus soldats són executats. El rei sassànida Còsroes I envía un exèrcit a sufocar els insurrectes.

## Naixements
- La Meca (Aràbia): Mahoma, profeta fundador de l'islam i unificador del país. (m. 632)